# 윤종원 (배우)
윤종원(1980년 7월 14일 ~ )은 대한민국의 전 하키 선수이자 배우이다.

## 학력
- 타코마커뮤니티대학 음악 중퇴

## 출연작

### 영화
- 《세븐 데이즈》 (2007년) - 오 사장 부하 4 역
- 《모던 보이》 (2008년) - 야마토 역
- 《아저씨》 (2010년)
- 《무적자》 (2010년)
- 《설계》 (2014년) - 야쿠자 역
- 《강남 1970》 (2015년) - 명동파 건자재 건달 1 역
- 《살인의뢰》 (2015년) - 기자 1 역
- 《적도》 (2015년)

### 드라마
- 《연개소문》 (2006년, SBS) - 조의선인 / 백암성장수 역[3]
- 《외과의사 봉달희》 (2007년, SBS)
- 《불한당》 (2008년, SBS)
- 《아내의 유혹》 (2008년, SBS) - 퀵서비스 역
- 《선덕여왕》 (2009년, MBC)
- 《지붕 뚫고 하이킥》 (2009년, MBC) - 지훈친구 역
- 《번당화원》 (2009년, 대만 CTV) - 경호원 역
- 《별순검 시즌 3》 (2010년, MBC 드라마넷) - 호위무사 역
- 《아테나: 전쟁의 여신》 (2010년, SBS) - 요원 역
- 《나는 전설이다》 (2010년, SBS) - 손님 역
- 《광개토태왕》 (2011년, KBS1)
- 《무사 백동수》 (2011년, SBS) - 군관 역
- 《뿌리깊은 나무》 (2011년, SBS) - 이방지 수하 역
- 《복희 누나》 (2011년, KBS2) - 지도주임 역
- 《빛과 그림자》 (2011년, MBC)
- 《다섯 손가락》 (2012년, SBS)
- 《사랑비》 (2012년, KBS2)
- 《닥터 진》 (2012년, MBC)
- 《인현왕후의 남자》 (2012년, tvN)
- 《전우치》 (2012년, KBS1)
- 《구암 허준》 (2013년, MBC)
- 《지성이면 감천》 (2013년, KBS1)
- 《더 이상은 못 참아》 (2013년, JTBC)
- 《감자별 2013QR3》 (2013년, tvN) - 밴드 멤버 역
- 《칼과 꽃》 (2013년, KBS2)
- 《총리와 나》 (2013년, KBS2) - 요원 역
- 《정도전》 (2014년, KBS1) - 장수 역
- 《신의 선물 - 14일》 (2014년, SBS) - 불곰파 금목걸이 역
- 《쓰리 데이즈》 (2014년, SBS) - 중사 역
- 《삼총사》 (2014년, tvN)
- 《트라이앵글》 (2014년, MBC)
- 《왔다! 장보리》 (2014년, MBC)
- 《불꽃 속으로》 (2014년, TV조선) - 해병대 역
- 《트라이앵글》 (2014년, MBC)
- 《조선 총잡이》 (2014년, KBS2) - 칠포수 역
- 《나쁜 녀석들》 (2014년, OCN) - 가드 역
- 《가족의 비밀》 (2014년, tvN) - 경호실장 역
- 《징비록》 (2015년, KBS1) - 신립 부장 역
- 《가족을 지켜라》 (2015년, KBS2) - 닥터 김 역
- 《신분을 숨겨라》 (2015년, tvN) - 고스트 대원 역
- 《슈퍼대디 열》 (2015년, tvN) - 기자 역
- 《프로듀사》 (2015년, KBS2) - 스타워즈 파일럿 PD 역
- 《밤을 걷는 선비》 (2015년, MBC)
- 《그래도 푸르른 날에》 (2015년, KBS2) - 쌍칼 역
- 《다 잘될 거야》 (2015년, KBS2)
- 《미세스 캅》 (2015년, SBS)
- 《화정》 (2015년, MBC)
- 《육룡이 나르샤》 (2015년, SBS)
- 《최고의 연인》 (2015년, MBC)
- 《치즈인더트랩》 (2016년, tvN) - 형사 역
- 《내 마음의 꽃비》 (2016년, KBS2) - 건달 역
- 《낭만닥터 김사부》 (2016년, SBS) - 요원 역
- 《몬스터》 (2016년, MBC) - 경호원 역
- 《미세스 캅 2》 (2016년, SBS) - 경호원 역
- 《당신은 선물》 (2016년, SBS) - 요원 역
- 《불어라 미풍아》 (2016년, MBC)
- 《구르미 그린 달빛》 (2016년, KBS2) - 백운회 역
- 《행복을 주는 사람》 (2016년, MBC)
- 《캐리어를 끄는 여자》 (2016년, MBC)
- 《우리 갑순이》 (2016년, SBS)
- 《오 마이 금비》 (2016년, KBS2)
- 《아임 쏘리 강남구》 (2016년, SBS)
- 《역적 : 백성을 훔친 도적》 (2017년, MBC)
- 《군주 - 가면의 주인》 (2017년, MBC)
- 《추리의 여왕》 (2017년, KBS2)
- 《도둑놈, 도둑님》 (2017년, MBC)
- 《이름 없는 여자》 (2017년, KBS2) - 검사 역
- 《맨투맨》 (2016년, JTBC)
- 《7일의 왕비》 (2017년, KBS2) - 대명 역
- 《왕은 사랑한다》 (2017년, MBC)
- 《언니는 살아있다》 (2017년, SBS)
- 《변혁의 사랑》 (2017년, tvN)
- 《매드 독》 (2017년, KBS2) - 요원 역
- 《라이프 온 마스》 (2018년, OCN)
- 《호텔 델루나》 (2019년, tvN)

## 외뷰 링크
- 윤종원 - 인스타그램